# Peruanische Badmintonmeisterschaft 2021
Die Peruanische Badmintonmeisterschaft 2021 der höchsten Kategorie fand vom 6. bis zum 8. Dezember 2021 in Lima statt.

## Medaillengewinner
| Disziplin    | Gold                           | Silber                                  | Bronze                                      |
| ------------ | ------------------------------ | --------------------------------------- | ------------------------------------------- |
| Herreneinzel | José Guevara                   | Diego Mini                              | Daniel La Torre                             |
| Herreneinzel | José Guevara                   | Diego Mini                              | Mariano Velarde                             |
| Dameneinzel  | Inés Castillo                  | Shary Andrade                           | Fernanda Munar                              |
| Dameneinzel  | Inés Castillo                  | Shary Andrade                           | Luciana Barboza                             |
| Herrendoppel | Daniel La Torre Diego Subauste | Diego Pereira Nicolás Macías            | Marcelo Novoa Ian Moromisato Namisato       |
| Herrendoppel | Daniel La Torre Diego Subauste | Diego Pereira Nicolás Macías            | Adriano Viale Remo Blondet                  |
| Damendoppel  | Inés Castillo Paula La Torre   | Micaela Castillo Salazar Micaela Flores | Sandra Jimeno Valeria Rivero                |
| Damendoppel  | Inés Castillo Paula La Torre   | Micaela Castillo Salazar Micaela Flores | Carla Alessandra Valdivia Junco Sofía Naomi |
| Mixed        | Bengy Laime Naomi Morales      | Mathias Lopez Torres Junco Sofía Naomi  | Pedro Rodríguez Genesis Bastidas            |
| Mixed        | Bengy Laime Naomi Morales      | Mathias Lopez Torres Junco Sofía Naomi  | Benito Hidalgo Angye Balivo                 |